# 科里-泽巴赫反应
科里－泽巴赫反应，以 E. J. Corey 和 Dieter Seebach 的名字命名。

一种将醛转化为酮的方法。反应涉及羰基极性翻转。

## 反应机理
醛中亲电的羰基碳在与1,3-丙二硫醇反应生成缩硫醛并被强碱夺去质子后变为亲核，产生的碳负作亲核剂进行多种反应。反应后用氯化汞、碳酸钙和含水丙酮处理缩硫醛，可得回羰基。

## 应用
此反应原子经济性较差，在工业上应用很少。为了合成酮而采取这种方法较迂回也不经济，而且反应中也要用到有毒的汞(II)盐。